# Marouane Hadhoudi
Marouane Hadhoudi (arab. ‏مروان الهدهودي‎; ur. 13 lutego 1992 w Casablance) – marokański piłkarz, grający na pozycji obrońcy. W sezonie 2020/2021 zawodnik Rai Casablanca. 

## Kariera klubowa
Marouane Hadhoudi jest wychowankiem Rai Casablanca. Przebijał się przez szczeble młodzieżowe, zadebiutował nawet w pierwszym zespole 29 kwietnia 2012 roku w meczu przeciwko JS Massira, wygranym 1:4.
19 sierpnia 2012 roku trafił na zasadzie wypożyczenia do Racingu Casablanca. 
Po powrocie z wypożyczenia 30 czerwca 2013 roku, 1 lipca 2014 roku trafił do Renaissance Berkane. Rozegrał tam jeden mecz – 25 maja 2015 roku grał przez 90 minut w meczu przeciwko FARowi Rabat, zremisowanym 1:1.
18 sierpnia 2014 roku został zawodnikiem Difaâ El Jadida. Po raz pierwszy wszedł na boisko 13 września 2015 roku, na ostatnią minutę spotkania przeciwko Renaissance Berkane, przegranym 0:1. Pierwszą asystę zaliczył w sezonie 2017/2018, w meczu przeciwko Olympique Khouribga, zremisowanym 3:3.  Marouane Hadhoudi asystował przy bramce w 93. minucie. Jedyną bramkę w tym zespole strzelił w sezonie 2019/2020 – 22 lutego 2020 roku w meczu przeciwko Ittihadowi Tanger, zremisowanym 1:1. Marouane Hadhoudi trafił do siatki w 30. minucie spotkania i wyrównał. W El Jadidzie Marouane Hadhoudi rozegrał 121 meczów (110 ligowych), strzelił jedną bramkę i dwukrotnie asystował.
1 października 2020 roku przeszedł ponownie do Rai Casablanca. Ponownie zadebiutował tam 10 grudnia 2020 roku w meczu przeciwko Rapide Oued Zem, wygranym 3:2. Zaliczył też asystę – 11 kwietnia 2021 roku w meczu Afrykańskiego Pucharu Konfederacji przeciwko Pyramids FC, wygranym 0:3. Marouane Hadhoudi asystował przy bramce na 0:2. Do 14 maja 2021 roku rozegrał 23 mecze (13 ligowych) i raz asystował.